# Henri Arthus
Alexandre Charles Georges Henri Arthus (* 10. März 1872 in Le Mans; † 12. August 1962 in Houilles) war ein französischer Segler.

## Erfolge
Henri Arthus, der für den Cercle de la Voile de Paris segelte, nahm 1908 in London bei den Olympischen Spielen in der 6-Meter-Klasse teil. Als Skipper der Guyoni sicherte er sich neben seinen Crewmitgliedern Pierre Rabot und Louis Potheau die Bronzemedaille. Nach einem vierten Platz in der ersten Wettfahrt gelangen der Guyoni zwei zweite Plätze in den beiden nachfolgenden Wettfahrten, sodass sie die Regatta hinter der Dormy des britischen Skippers Gilbert Laws und der Zut von Léon Huybrechts auf dem dritten Rang abschloss.